# Feltria rubra
Feltria rubra är en kvalsterart som beskrevs av Piersig 1898. Feltria rubra ingår i släktet Feltria och familjen Feltriidae. Inga underarter finns listade i Catalogue of Life.